# Facultatea de Inginerie Electrică (Universitatea Politehnica din București)
Facultatea de Inginerie Electrică (până în 2005 Facultatea de Electrotehnică) este una dintre facultățile Universității Politehnica din București ce oferă pregătire în domenii legate de ingineria sistemelor electrice, electronică de putere și acționări electrice, instrumentație și achiziții de date, informatică aplicată.

## Istoric
Istoria învățământului superior de electrotehnică în București a început în 1905,cu înființarea Catedrei de electrotehnică din cadrul Școlii Naționale de Poduri și Șosele,de către Nicolae Vasilescu-Karpen,la întoarcerea sa din Franța.  
În 1913, cu intenția de a se face față nevoilor evoluției economice a Romaniei de dinainte de război, s-a urmărit extinderea învățământului universitar către aplicații și un prim început a fost făcut prin înființarea unei Școli de electricieni, transformată mai târziu în Institut electrotehnic pe lângă Universitatea din Iași și pe lângă Universitatea din București. Inițiativa a aparținut în bună parte prof. dr. D. Hurmuzescu. 
La 1 septembrie 1920,Nicolae Vasilescu-Karpen,proaspăt numit ca director al Școlii Naționale de Poduri și Șosele,a elaborat proiectul de lege pentru transformarea acesteia în „Școala Politehnică din București”. Decretul de lege este promulgat de regele Ferdinand la 10 iunie 1921.Nicolae Vasilescu-Karpen a fost rector din 1921 până în 1940. 
Legea învățământului din 1995 a dat un nou cadru de dezvoltare a învățământului tehnic superior și a găsit Facultatea de Electrotehnică a Universității Politehnica din București cu peste 1300 de studenți, cu specializările: Construcții electrotehnice, Electrotehnică generală, Acționări electrice, Metrologie, Inginerie matematică, Inginerie economică. În 1997 s-a înființat specializarea Inginerie economică în electrotehnică și energetică. Începând din anul 2005, Facultatea de Electrotehnică și-a schimbat numele în Facultatea de Inginerie Electrică, odată cu trecerea la învățământul pe cicluri (prevazute în legea 288/2004, privind organizarea studiilor universitare): ciclul I, de 4 ani, studii universitare de licență, ciclul II, studii universitare de masterat si ciclul III studii de doctorat de 4 sau 6 ani.

## Specializări - Studii de licență 4 ani - Ciclul I
- Sisteme electrice - SE
- Electronică de putere și acționări electrice - EA
- Instrumentație și achiziții de date - ID
- Informatică aplicată în ingineria electrică - IA
- Inginerie electrica si calculatoare - IEC (in limba engleza)

## Specializări - Master - Ciclul II
- Sisteme electrice avansate - SEA
- Electronica de putere si actionari electrice inteligente - EPA
- Inginerie electrica si informatica aplicata - IEIA
- Sisteme inteligente de instrumentatie si masurare - SIIM
- Ingineria produselor si serviciilor in electrotehnica - IPSE
- Ingineria sistemelor electrice integrate in autovehicule - ISEIA (in limba engleza)

## Doctorat - Ciclul III
Studiile universitare de doctorat din cadrul Facultății de Inginerie Electrică se organizează în conformitate cu H.G. nr. 567/25 iunie 2005 și ordinul M.E.C. nr. 4.491/ 6 iulie 2005. Pentru mai multe detalii consultați website-ul Arhivat în 21 iulie 2009, la Wayback Machine. Facultății.

## Catedre
- Mașini, Materiale și Acționări Electrice
- Măsurari, Aparate electrice și Convertoare statice
- Electrotehnică

## Personalități
- Nicolae Vasilescu-Karpen,academician,ministrul economiei,președinteAGIR,primul rector al UPB
- Alexandru Proca,fost absolvent,Membru de onoare al Academiei Române
- Remus Răduleț,academician,președinte al Comisiei Electrotehnice Internaționale CEI
- Constantin Budeanu,academician,a introdus noțiunile de putere reactivă și putere deformantă
- Aurel A. Avramescu,academician,a înființat Comisia de automatizări din Academia Română
- I.S. Gheorghiu,academician
- Andrei Țugulea,academician
- Alexandru Timotin,academician
- Paul Cristea,academician,fost prorector UPB
- Alexandru Fransua,membru de onoare al Academiei de Științe Tehnice ASTR
- Constantin Mocanu,membru de onoare postmortem al Academiei de Științe Tehnice ASTR
- Constantin Bălă,membru de onoare al Academiei de Științe Tehnice ASTR,fost prorector UPB
- Gheorghe Hortopan,fost director general al ICPE
- Florin Teodor Tănăsescu,membru al Academiei de Științe Tehnice ASTR,fost director general al ICPE
- Augustin Moraru,membru al Academiei de Științe Tehnice ASTR
- Nicolae Vasile,membru al Academiei de Științe Tehnice ASTR,fost director general al ICPE
- Mihai Octavian Popescu,fost prorector UPB
- Claudia Laurența Popescu,prorector UPB
- Mircea Covrig,fost secretar științific UPB
- Ioan Florea Hănțilă,membru corespondent al Academiei de Științe Tehnice ASTR
- Răzvan Măgureanu,membru corespondent al Academiei de Științe Tehnice ASTR

## Conducere
- Decan Conf. dr. ing. Dragoș NICULAE
- prodecan Conf.Dr.ing. Ana-Maria DUMITRESCU
- prodecan Prof.Dr.ing. Octavian GHIȚĂ
- prodecan Conf.Dr.ing. Mihai REBICAN
- prodecan Prof.Dr.ing. George SERIȚAN